# Rangamati (district)
Pour la ville, voir Rangamati.
Rangamati est un district du Bangladesh. Il est situé dans la division de Chittagong. La ville principale est Rangamati.

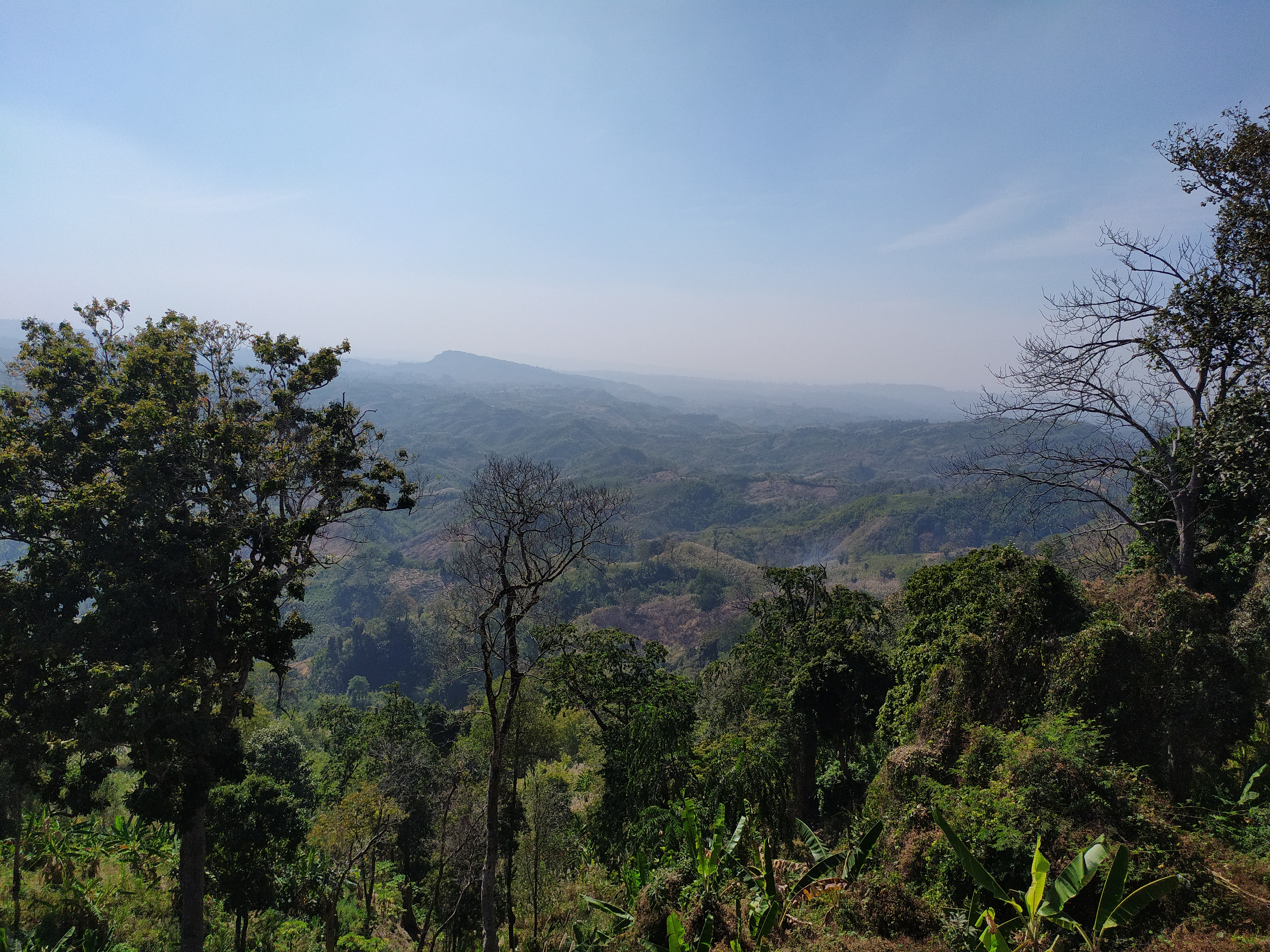
Vue sur la vallée de Sajek